# Paramonacanthus japonicus
Paramonacanthus japonicus és una espècie de peix de la família dels monacàntids i de l'ordre dels tetraodontiformes.

## Morfologia
- Els mascles poden assolir 12 cm de longitud total.
- Nombre de vèrtebres: 19.[1][2]

## Reproducció
És monògam.

## Hàbitat
És un peix marí, de clima tropical i associat als esculls de corall que viu entre 34-46 m de fondària.

## Distribució geogràfica
Es troba des del sud del Japó i el nord-oest d'Austràlia fins a Papua Nova Guinea.

## Observacions
És inofensiu per als humans.